# Paxton (nome)
Paxton  è un nome proprio di persona inglese maschile.

## Origine e diffusione
Nome moderno, che riprende direttamente il cognome inglese Paxton, a sua volta derivante da (Great) Paxton, un villaggio nell'Huntingdonshire; questo toponimo è di origine inglese antica ed è composto da Pæcc o Pœcc, un nome dall'etimologia ignota, e da tūn, che vuol dire "villaggio" o "proprietà agricola"; il significato complessivo è quindi "villaggio di Pœcc".

## Onomastico
Il nome è adespota. Le persone che portano questo nome possono quindi festeggiare il proprio onomastico il 1º novembre, giorno dedicato alla festa di Ognissanti.

## Persone
- Paxton Lynch, giocatore di football americano statunitense
- Paxton Pomykal, calciatore statunitense
- Paxton Whitehead, attore britannico